# Viktoria Ölsburg
Viktoria Ölsburg ist ein Sportverein aus Ölsburg im Landkreis Peine. Die erste Fußballmannschaft der Männer spielte ein Jahr in der höchsten niedersächsischen Amateurliga.

## Geschichte
Der Verein wurde im Jahre 1910 gegründet. Im Jahre 1931 gelang der Aufstieg in die zweithöchste Spielklasse, dessen Tabelle man kurzzeitig anführte. Zwei Jahre später wurde der Verein in die Kreisliga zurückgestuft. Im Jahre 1938 sorgte der Verein mit einem 7:2-Pokalsieg gegen den Zweitligisten Leu Braunschweig für Aufsehen.
Nach dem Zweiten Weltkrieg wurde der Verein 1947 in die Landesliga Braunschweig – damals höchste niedersächsische Spielklasse – aufgenommen, aus der man mit nur zwei Punkten absteigen musste. Beim Lokalrivalen VfB Peine gelang unter anderem ein 1:1-Unentschieden. Im Jahre 1949 gehörte die Viktoria zu den Gründungsmitgliedern der seinerzeit drittklassigen Amateurliga 4, der man bis 1954 angehörte. Danach spielten die Ölsburger auf Bezirksebene und erreichten zwischen 1994 und 1997 noch einmal die nunmehr sechstklassige Landesliga Braunschweig.
Mit Matthias Bruns brachte der Verein einen Bundesligaspieler hervor.